# Het tuinfeest (hoorspel)
Het tuinfeest is een hoorspel van Marie Luise Kaschnitz. Das Gartenfest werd op 12 november 1960 door de Südwestfunk uitgezonden. Justine Paauw vertaalde en regisseerde de versie die op 5 maart 1986 van 22.00 uur tot 23.00 uur door de VARA werd uitgezonden in het hoorspelprogramma Zeg, luister 's.

## Rolbezetting
- Sigrid Koetse (Alceste)
- Lies de Wind (Hermione)
- Arnold Gelderman (Hermes)
- Cor van Rijn (Admetos)
- Peter Aryans (de generaal)
- Elisabeth Versluys (Aglaia)
- Hans Ligtvoet (Ennos)
- Jaap Maarleveld (pope)
- Fleur & Esther Speijer (de kinderen)

## Inhoud
Dit is een moderne bewerking van de Alceste-tragedie, het klassieke voorbeeld van liefde en huwelijkstrouw (Alceste was gehuwd met koning Admetos, wiens leven door de Schikgodinnen zou gespaard worden, als iemand anders zich vrijwillig in zijn plaats zou laten doden).
Als mevrouw Aglaia thuiskomt, moet ze vaststellen dat haar man, de Atheense groothandelaar Michalis, bezoek heeft. De ongevraagde gast, een zekere meneer Dorion, van beroep zogenaamd 'reisleider', heeft tot verrassing van Aglaia reeds voorbereidingen getroffen voor een tuinfeest dat nog dezelfde avond zal plaatsvinden. Dadelijk na dit feest, zo deelt hij de verwonderde vrouw mee, zal hij haar man meenemen op reis. Merkwaardig genoeg protesteert Aglaia niet en ook haar kinderen reageren als betoverd. Michalis echter lijkt bang te zijn en probeert nog tijdens het feest zijn reiskaartje kwijt te raken. Vermoedt hij, dat het een reis zonder terugkeer zal worden?